# Don Quijote (missió espacial)
Don Quijote va ser una proposta de missió espacial, ideada per l'Agència Espacial Europea (ESA). Tenia per objectiu provocar un impacte en un asteroide amb un projectil i desviar-ne la seva trajectòria. El projecte incloïa el llançament d'un coet, un projectil i una sonda d'observació.